# Tribuswinkel
Tribuswinkel ist ein Dorf sowie eine Katastralgemeinde im Bezirk Baden in Niederösterreich, Tribuswinkel war bis Ende 1971 Marktgemeinde; mit 1972 wurde sie sowie die Ortsgemeinde Oeynhausen in die Stadtgemeinde Traiskirchen eingegliedert.

## Geografie und Zusammensetzung

### Lage und Erreichbarkeit
Tribuswinkel liegt etwa 25 km südlich von Wien und wird von fünf Gewässern durchflossen (Schwechat, Wiener Neustädter Kanal, Badener Mühlbach, Hörmbach und Sagerbach). Das Ortszentrum (Kirchenplatz) liegt auf einer Höhe von 215 m ü. A.

### Gliederung
Mehrere kleinere und größere Ortsteile sind namentlich bezeichnet:
- Ortskern
- Josefsthal
- Brettldorf
- Schlosssiedlung
- Fünfhaus
- Hartfeldau
- Schafflerhof-Siedlung (Dorf)[3]
- Tattendorfer Siedlung (Dorf)[3]
- Betriebszentrum

### Umgebung
Tribuswinkel grenzt an folgende Gemeinden (Ortschaften):
- Baden (KG Leesdorf)
- Pfaffstätten
- Traiskirchen (KG Oeynhausen, KG Wienersdorf)

### Religionen
Rund 1800 Einwohner von Tribuswinkel sind römisch-katholisch, das entspricht etwa 50 %.
Es gibt eine römisch-katholische Pfarre und Pfarrkirche (St. Wolfgang) im Ort. Weiters gibt es einige kleine Kapellen.
Im 17. Jahrhundert gab es eine bedeutsame Judenansiedlung, die im Ort eine Synagoge und einen eigenen Friedhof hatten. Vom Friedhof zeugt heute nur mehr die Flurbezeichnung „Judenfreythof“.

## Geschichte

### Ortsname
Der Name dürfte aus einer genetivischen Verbindung eines slawischen Personennamens (Trewan oder Trewin) mit diu Winkelle, als alte Bezeichnung für einen Weinkeller, entstanden sein und hieß ursprünglich Trewans Winkelle. Durch die schnelle Aussprache wurde mit der Zeit ein einziges Wort daraus.
In späterer Zeit wurde der Ortsname oft als „trübes Winkel“ interpretiert; doch diese Interpretation ist auf Grund der oben angeführten Gründe widerlegt.
Nach neuen Untersuchungen soll sich der Name „winkel“ von einem „abseits gelegenen Raum“ ableiten. Demnach würde Tribuswinkel „beim Platz, der nach einem Mann mit dem Namen Triban benannt ist“ heißen.

### Wappen
Das Wappen zeigt einen einfachen, heraldisch nach rechts gewendeten, silbernen Adler auf blauem Grund. Es ist bei der Markterhebung im Jahre 1963 in der Anlehnung an das Wappen der Herren von Tribanswinkel verliehen worden.

### Aus der Ortschronik

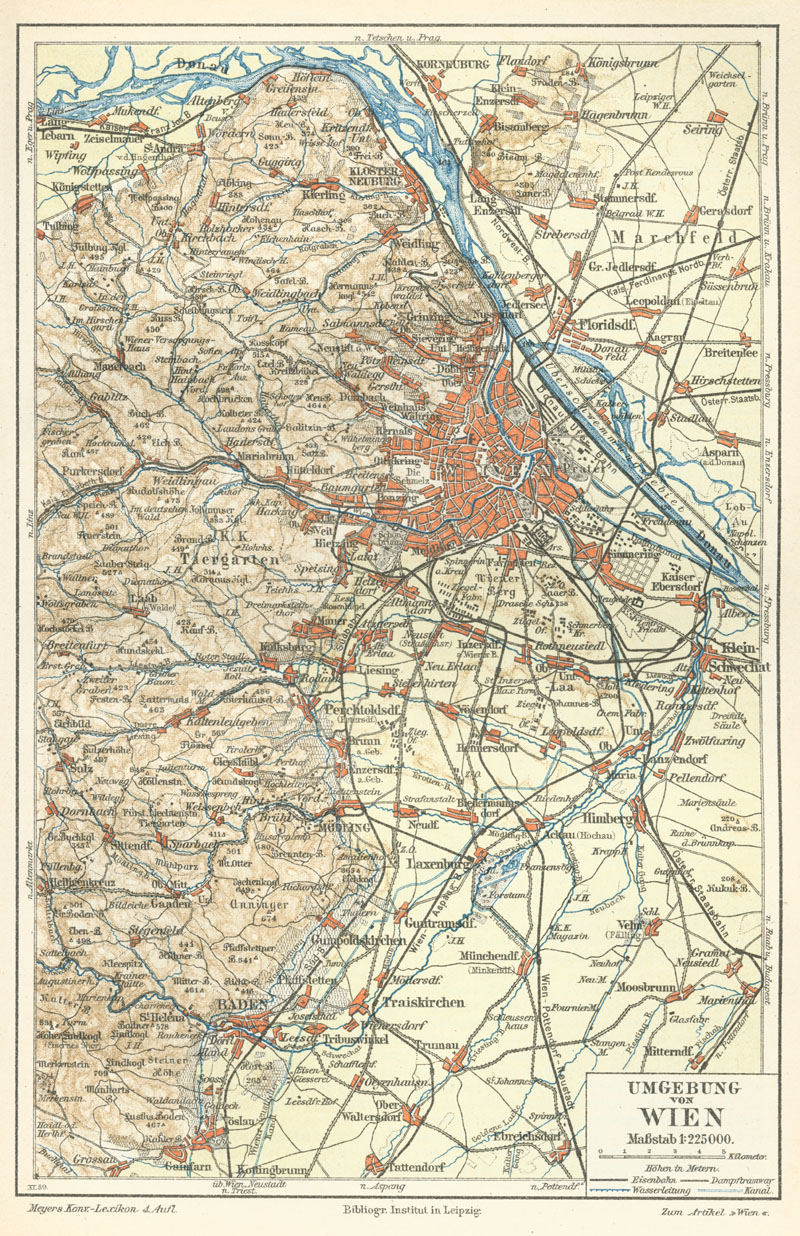
Historische Karte (um 1888)

Die ältesten Nennungen Tribuswinkels fallen in die erste Hälfte des 12. Jahrhunderts. Ein gewisser „Jubort de Tribanswinchele“ wird 1136 in der Gründungsurkunde des Stifts Heiligenkreuz als Zeuge genannt. Eine vielleicht noch ältere Nennung Tribuswinkels (zwischen 1130 und 1140) aus dem Stift Klosterneuburg ist leider nicht genau datiert. Zu dieser Zeit war Tribuswinkel im Besitz von Ministerialen der Babenberger, die sich nach dem Ort, den sie verwalteten, „von Tribuswinkel“ nannten.
Wahrscheinlich war schon damals irgendeine Befestigungsanlage im Bereich des heutigen Schlosses vorhanden. Einige Tribuswinkler Ministerialen bekleideten Ämter am Hof der Babenberger, so Albero von Tribuswinkel als Marschall (um 1180) und Heinrich von Tribuswinkel als Kämmerer (Anfang des 13. Jahrhunderts). Ende des 13. Jahrhunderts waren die Ministerialen von Tribuswinkel eng mit den Ministerialen aus Arnstein verwandt. Diese Familie starb wahrscheinlich um 1330 aus.
Bereits 1251 wird die Rohrmühle, eine der ältesten am Badener Mühlbach, an der Grenze von Tribuswinkel zu Pfaffstätten erwähnt. Seit dem Mittelalter bestanden bis ins 19. Jahrhundert zumindest vier Mühlen im Ort, in deren Gebäuden im 20. Jahrhundert Betriebe untergebracht wurden.
1359 kaufte Wolfgang von Winden die Herrschaft Tribuswinkel mit der Erbvogtei Wienersdorf. Die Familie von Winden besaß dann Tribuswinkel bis 1516. Wolfgang von Winden ließ 1365 eine kleine Kirche errichten und gründete 1368 die Pfarre Tribuswinkel. Er erwarb auch einige Realitäten in Tribuswinkel dazu. Im Unterschied zu den benachbarten Orten (Pfaffstätten, Traiskirchen, Leesdorf) hatten Klöster (Heiligenkreuz, Melk) auf Tribuswinkel wenig Einfluss, fast der gesamte Ort war im Besitz der Herrschaft Tribuswinkel. Nach dem Aussterben der Familie Winden Anfang des 16. Jahrhunderts erlebte Tribuswinkel in kurzer Zeit eine Reihe von Besitzern. Wichtig für den Ort wurde der sich schnell ausbreitende Protestantismus. Um 1570 war praktisch der gesamte Ort protestantisch. Die protestantische Pfarre wurde zu einer der bedeutendsten in der Umgebung. 1590 erwarb der Wiener Kaufmann Georg Federl die Herrschaft Tribuswinkel. Seine Familie unterstützte den Protestantismus im Ort auch, als schon die Gegenreformation verwirklicht war und der protestantische Glaube verfolgt wurde. Erst 1640 verließ der letzte protestantische Prediger Tribuswinkel.
Bereits seit dem 16. Jahrhundert ist die herrschaftliche Schäferei an der Hörm, bei der heutigen Schafflerhof-Siedlung, nachweisbar. In diesem Schafflerhof wurden bis ins 19. Jahrhundert immer bis an die 1.000 Schafe gehalten.
1866 brannte das Gemeindegasthaus, 1872 wurde der Sängerhof eingeäschert. Diese Reihe von schweren Bränden gab den Anstoß zur Gründung der Freiwilligen Feuerwehr Tribuswinkel. 1877 erwarb der in Baden bei Wien ansässige Rudolf Freiherr von Doblhoff (1849–1924) die ehemalige Herrschaft Tribuswinkel. Zusätzlich zu seinen politischen Funktionen als Land- und Reichsratsabgeordneter wurde er in Tribuswinkel Gemeinderat und später Bürgermeister. Dieses Amt bekleidete er bis zum Ersten Weltkrieg.
Die Entstehung zahlreicher Klein- und Mittelbetriebe zu Beginn des 20. Jahrhunderts bewirkte einen raschen Bevölkerungsanstieg, der die kommenden wirtschaftlichen Probleme zu Ende der 20er-Jahre noch verschärfte. Armut, Arbeitslosigkeit, Wohnungsnot und eine tiefe Kluft zwischen Arbeitern und Bauern verschärften das politische Klima im Ort bis 1934 zunehmend. Als Wohltäter für den Ort erwies sich in dieser schwierigen Zeit das Ehepaar Urban, reiche Großindustrielle, das seit 1917 das Schloss Tribuswinkel besaß. Auf ihre Initiative ist unter anderem auch der Bau des Kindergartens im Jahre 1927 zurückzuführen.
Als am 3. April 1945 die ersten sowjetischen Truppen Tribuswinkler Boden betraten, hatte ein Großteil der ansässigen Bevölkerung (ca. 450) den Ort bereits verlassen. 74 Tribuswinkler waren im Zweiten Weltkrieg gefallen, und 33 weitere wurden vermisst.
Chaos, Hunger, Zerstörung, Plünderung und Vergewaltigungen prägten die ersten Nachkriegswochen. Im Schloss Tribuswinkel wurde zuerst ein Quartier der sowjetischen Besatzung und später deren Filmzensurstelle eingerichtet. Schon am 10. April 1945, eine Woche nach der Besetzung, wurde mit Zustimmung des sowjetischen Ortskommandanten eine provisorische Gemeindevertretung mit dem Bürgermeister Karl Bartmann geschaffen.
Bald funktionierten Schule und Kindergarten, die Bauern bestellten ihre Felder und viele Betriebe versuchten – auf oft recht primitive Art – die Erzeugung wieder aufzunehmen.
In der Folge setzte eine rege Bautätigkeit ein, die vorhandenen Gebäude wurden renoviert und neue geschaffen. Die 250 Häuser aus dem Jahre 1933 vermehrten sich bis 1961 um ca. zwei Drittel, bis 1971 sogar um mehr als das Doppelte. 1991 gab es bereits 1052 Häuser.
Ein beachtlicher Strukturwandel setzte ein und hält bis heute weiter an. Zuerst (1950–1965) wurde eine starke Zunahme von Industrie und Gewerbe registriert, im letzten Jahrzehnt erfuhr der Dienstleistungsbereich eine beachtliche Steigerung.
Die Schaffung neuer Betriebe und Arbeitsplätze führte zu einem starken Zuzug und neuen Ansiedlungen wie Gartengasse, Feldgasse, Schlosssiedlung, Stumpfbreite und Erweiterung der Schafflerhof- und Tattendorfer Siedlung.
In ca. 130 Betrieben gibt es heute über 1.400 Arbeitsplätze.
Einige weitere Ereignisse:
- 1955 Abzug der Besatzungstruppen.
- 1958 Das Schloss wird zu einem Kindererholungsheim umgebaut.
- 1963 Tribuswinkel wird zur Marktgemeinde erhoben und zur Führung eines Marktwappens berechtigt.
- 1966 Das neue Rathaus wird eingeweiht – danach Postamt und Gemeindearzt.
- 1968 Die Feuerwehr erhält in der Oeynhausner Straße ein neues Depot.
- 1971 Das neue Schulgebäude wird in der Josef-Lichtenecker-Gasse eröffnet.
- 1972 Tribuswinkel wird bei der Stadt Traiskirchen eingemeindet.
- 1974 Der Friedhof wird vergrößert, eine Trauerhalle wird errichtet.
- 1976 Die Kanalisierung wird in Angriff genommen.
- 1989 Anschließend ans Kulturhaus wird ein neuer großer Veranstaltungsraum geschaffen.
- 1991 Man beginnt mit der Renovierung des Schlosses Tribuswinkel.
- 1992 Bei einer Volksbefragung sprechen sich 70 % der Bevölkerung für die Errichtung einer selbstständigen Marktgemeinde Tribuswinkel aus.
- 1994 Die Gewerkschaft öffentlicher Dienst errichtet 100 Wohnungen im Bereich des Bahnhofes.
- 1996 Im Schloss Tribuswinkel wird ein zweiter Kindergarten eingerichtet.
- 1997 Die Gewerkschaft Öffentlicher Dienst eröffnet fast 50 weitere Wohnungen.
- 1999 Die Renovierung der Pfarrkirche wird in Angriff genommen.
- 2000 Im Schloss Tribuswinkel geht eine Krabbelstube in Betrieb.
- 2002 Der neu gebaute Kindergarten in der Badener Straße wird eröffnet.
- 2003 Die Kirchenrenovierung ist abgeschlossen: die Pfarrkirche und der Vorplatz erstrahlen in neuem Glanz.
- 2004 Das neu erbaute Feuerwehrhaus in der Oeynhausner Straße wird seiner Bestimmung übergeben.

## Kultur und Sehenswürdigkeiten
Siehe auch: Liste der denkmalgeschützten Objekte in Traiskirchen

### Museen
Der Dorferneuerungverein Pro Tribus betreibt im Schloss Tribuswinkel ein kleines Heimatmuseum, in dem immer wieder neue Themenschwerpunkte gesetzt werden. Geöffnet ist es bei Veranstaltungen im Schloss.

### Musik
In Tribuswinkel gibt es eine Musikkapelle (Musikverein Tribuswinkel) und drei Chöre (Singgruppe Tribuswinkel, Kirchenchor Tribuswinkel, AGV „Frohsinn“ Tribuswinkel-Josefsthal), die in regelmäßigen Abständen im Ort Konzerte veranstalten und auch bei anderen Veranstaltungen mitwirken.

### Bauwerke

#### Schloss Tribuswinkel
Hauptartikel: Schloss Tribuswinkel

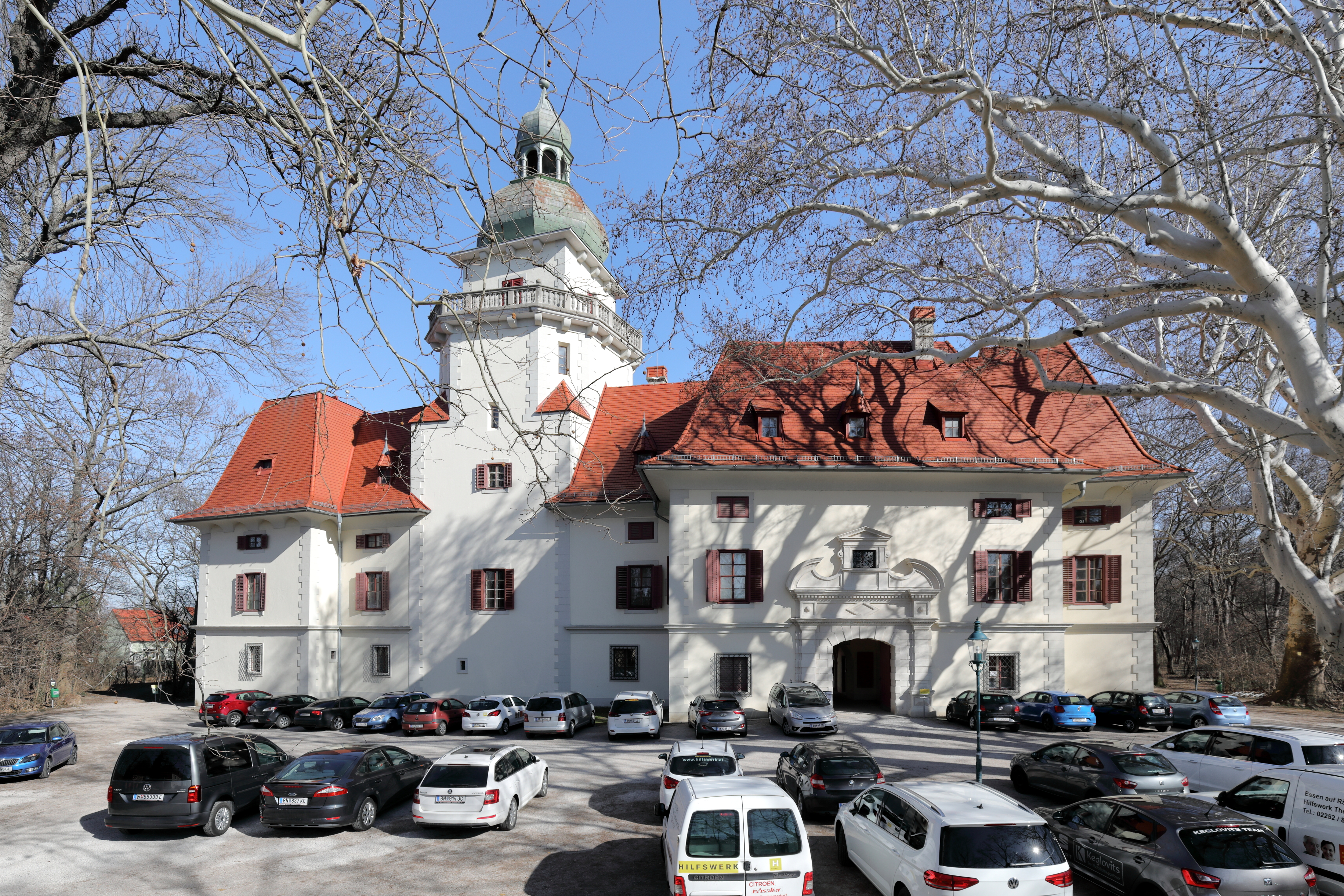
Schloss Tribuswinkel

Eine Schloss- oder Burganlage am selben Platz lässt sich bis ins 11. Jahrhundert nachweisen. In heutiger Form wurde das Schloss durch den Industriellen Urban am Anfang des 20. Jahrhunderts umgestaltet. Es wurde ein zweiter Stock aufgesetzt und ein mächtiger Turm wieder errichtet, der um 1800 abgetragen worden war.
Der Bau hat drei Stockwerke und ist zum Teil unterkellert. Seine Grundfesten sind bis zu 3 Meter dick. Das Schloss besitzt einen schönen Innenhof, der große Torbogen trägt die Jahreszahl 1614. Im ersten Stock befindet sich eine kleine Kapelle. Die ursprüngliche Gliederung der Räume im Inneren wurde nach dem Zweiten Weltkrieg durch den Umbau des Schlosses zu einem Kinderheim zerstört.
Derzeit befindet sich das Schloss im Besitz der Stadt Traiskirchen. Früher gehörten zum Schloss mehrere Wirtschaftsgebäude, die heute nur mehr zu einem kleinen Teil erhalten sind und als Pensionen bzw. Heurigen genutzt werden.

#### Pfarrkirche St. Wolfgang
Die Pfarrkirche wurde 1730 bis 1732 nach Plänen von Hofarchitekt Anton Erhard Martinelli (1684–1747) erbaut. Ursprünglich trug der Kirchturm ein Zwiebeldach, das jedoch im Jahre 1879 nach einem Brand durch einen Pyramidenhelm ersetzt wurde.
Die Kirche ist als spätbarocke Saalkirche angelegt. Den Altarraum prägen jonische Pilaster mit vorgestellten Säulen aus Stuckmarmor, das Hochaltarbild von Paul Troger zeigt den hl. Wolfgang. Die Kanzel ist aus Holz, darunter befindet sich die Gedenktafel an den Pfarrer Johann Michael Hiebner, dem Initiator des Kirchenbaus. Die Seitenaltäre zeigen eine Mater Dolorosa und eine Kreuzigungsszene.
Das Deckengemälde von Hans Fischer (gemalt 1932) stellt den Tod des hl. Wolfgang dar. Das Orgelgehäuse stammt aus der Mitte des 19. Jahrhunderts. An der Außenmauer der Pfarrkirche befinden sich vier protestantische Grabsteine, die noch vom Vorgängerbau der Kirche stammen. Vor der Kirche befindet sich eine sechseckige Säule, die an ihrem oberen Rand die Inschrift „Tribuswinkeln 1624“ erkennen lässt. Dieser Stein wird als römischer Meilenstein angesehen und diente früher als Pranger.

#### Sängerhof
Von dem alten mittelalterlichen Bau ist heute nur mehr das hintere Gebäude mit seinem sehenswerten Laubengang erhalten. An dieser Stelle befand sich im 17. Jahrhundert eine Synagoge. Derzeit sind im Sängerhof ein Café-Restaurant und eine Pension untergebracht.

#### Dreieckiges Kreuz

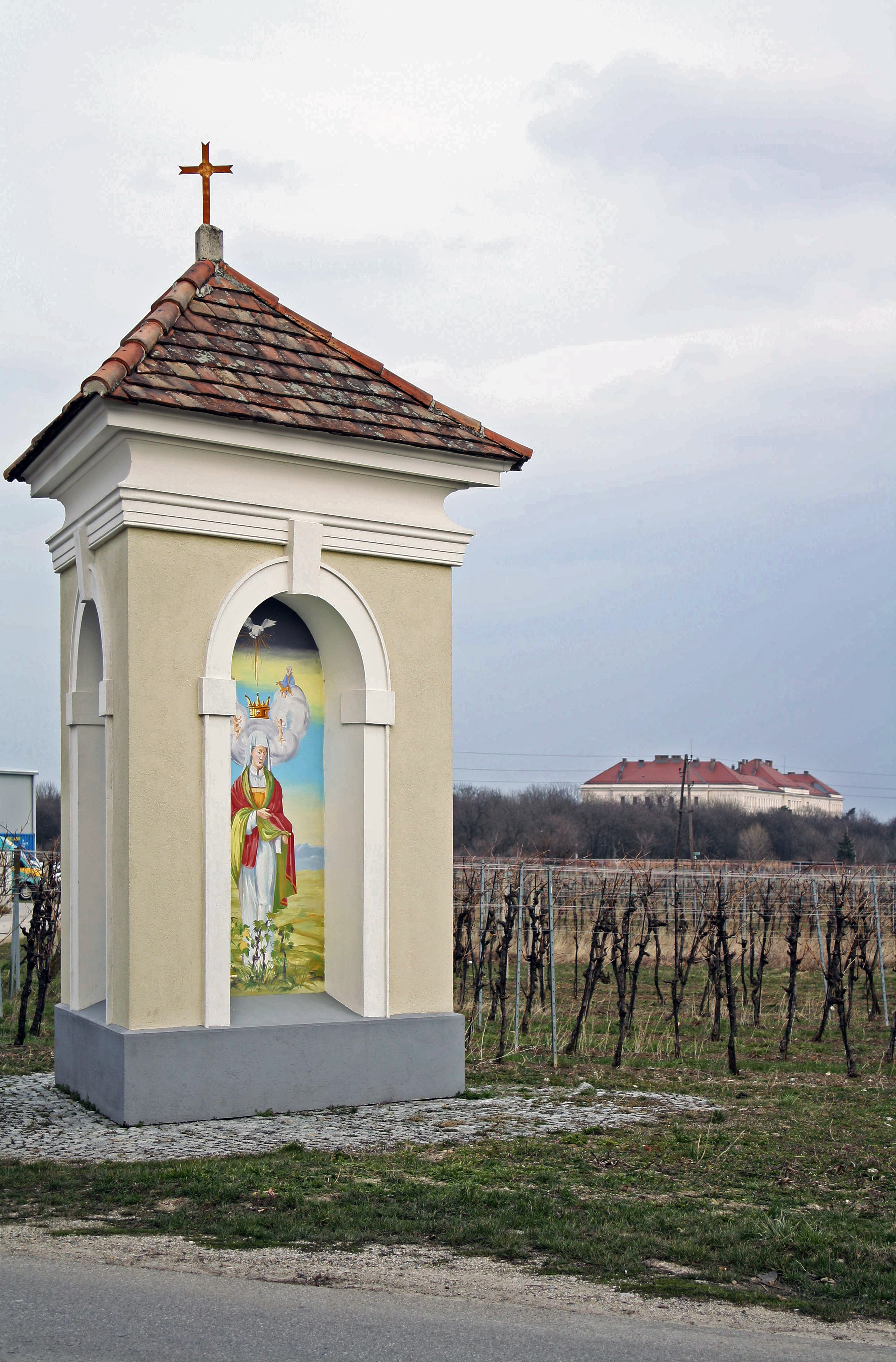
Dreiseitiger Bildstock „Das dreieckige Kreuz“

Der dreiseitige gemauerte Bildstock mit Rundbogennischen an den Seiten steht am nördlichen Ortseingang an der Gemeindegrenze zu Pfaffstätten sowie der Grenze zur Katastralgemeinde Wienersdorf (Stadtgemeinde Traiskirchen). Das Bauwerk stammt ursprünglich aus dem 18. Jahrhundert; 1987 wurde es, nachdem es aus verkehrstechnischen Gründen abgerissen worden war, von der Bevölkerung nach Plänen und Ansichten des alten Bildstocks wiedererrichtet.
Das Innere der Nischen ist dekoriert mit Wandmalereien über Kreuzigung und Auferstehung sowie der Darstellung der drei Ritter Guntram, Gumpold und Triban. Die Artefakte sind bezeichnet mit „Robert Colnago“ (* 1935 in Wien).

### Parks und Naturdenkmäler

#### Schlosspark
Der Schlosspark, der seine ursprüngliche Anlage als englischer Garten noch heute erkennen lässt, ist seit einiger Zeit öffentlich zugänglich. Er wurde in den 1980er-Jahren von der NÖ Landesregierung zum Naturdenkmal erklärt.

#### Schwechatau
Ursprünglich hätte auch dieser Teil der Schwechat in den 1950er-Jahren reguliert werden sollen. Durch Einsprüche der Tribuswinkler Bauern konnte dieses Vorhaben verhindert werden.
Nachdem einige Jahre lang nichts passierte, wurde die Au 1991 von der NÖ Landesregierung zum Naturdenkmal erklärt.

### Sport
In Tribuswinkel sind drei Sportorganisation tätig:
- FC Tribuswinkel (Fußball)
- TC Wunderlich (Tennis)
- Union Tribuswinkel (derzeit Damenturnen, früher auch Basketball)

### Regelmäßige Veranstaltungen
Die größten jährlichen Veranstaltungen sind das Tribuswinkler Feuerwehrfest und der Kirtag der Pfarre mit angeschlossenem Jahrmarkt. Daneben gibt es noch den Feuerwehrball und kleinere Feste (FC Tribuswinkel etc.).
Erwähnenswert ist außerdem das Bunte Treiben am Faschingdienstag, das von einem Großteil der Vereine gemeinsam veranstaltet wird.

### Kulinarische Spezialitäten
Eine Spezialität ist der „Tribuswinkler Kirtagstrudel“, ein mit Mandeln und Rosinen gefüllter Germteigstrudel.
Das Tribuswinkler „Nationalgericht“ sind aber Linsen mit Nudeln. Dieser Umstand geht auf den Beinamen der Tribuswinkler („Linsscheißer“) zurück; dieser wiederum basiert auf einer satirischen Erzählung.
Tribuswinkel ist auch bekannt für seine Weinbaubetriebe und Weine.

## Wirtschaft und Infrastruktur

### Verkehr
Tribuswinkel liegt an der Südautobahn A 2, an der es eine Abfahrt (Baden) gibt. Durch Tribuswinkel führen außerdem die Landesstraßen B 17 und B 210. Das wichtigste öffentliche Verkehrsmittel in Tribuswinkel ist die Badner Bahn (WLB), die im 15-Minuten-Takt verkehrt und in Tribuswinkel eine Haltestelle hat. Außerdem gibt es noch Buslinien der WLB und der Fa. Partsch.

### Ansässige Betriebe

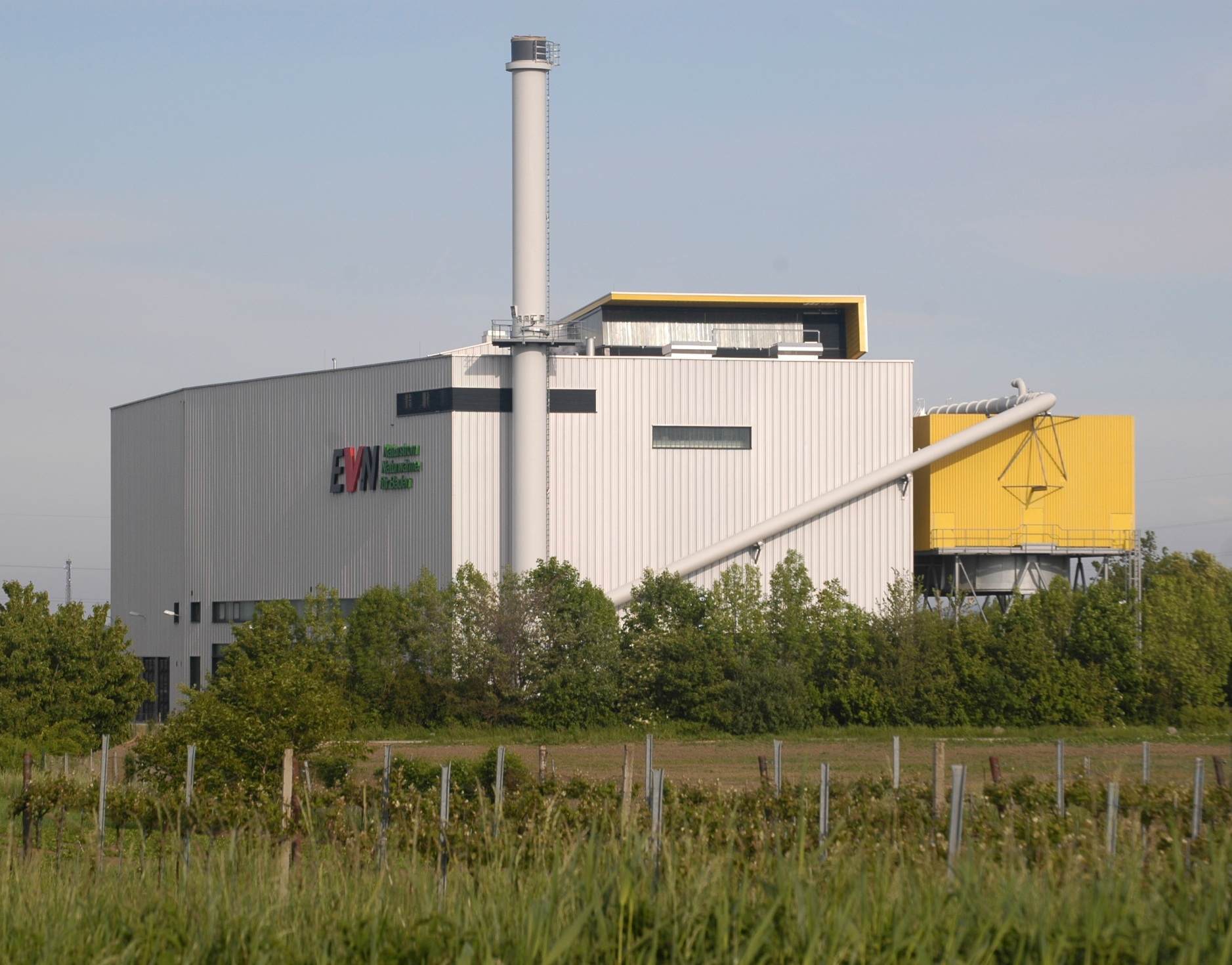
Biomasseheizkraft Baden, welches im Süden von Tribuswinkel steht.

Um die Jahrhundertwende vollzog sich in Tribuswinkel der Wandel vom reinen Bauerndorf zum Industrieort. 1898 wurde auf den herrschaftlichen Schellacker die Badener Eisfabrik errichtet. Die Firma Scheuble und Hofstätter erbaute 1909 am Wiener Neustädter Kanal eine chemisch-pharmazeutische Fabrik, welche während des Ersten Weltkrieges als große Marmeladefabrik genutzt wurde. Nach Ende des Krieges entstand auf dem Fabrikgelände eine Reihe von Textilbetrieben. Zwei frühere Mühlgebäude wurden zu einer Fackel- und Schokoladefabrik umgebaut.
Ein beachtlicher Strukturwandel setzte ein und hält bis heute weiter an. Zuerst (1950–1965) wurde eine starke Zunahme von Industrie und Gewerbe registriert, im seit den 1980er und 1990er Jahren erfuhr der Dienstleistungsbereich eine beachtliche Steigerung. Bis 2012 hatte der Feuerzeughersteller IMCO Österreichische Feuerzeug- und Metallwarenfabrik in Tribuswinkel seinen Sitz.
Ganz im Süden von Tribuswinkel errichtete die EVN Wärme (direkt beim ÖAMTC) das Biomasseheizkraftwerk Baden, welches die Versorgung der Stadt Baden mit Bioenergie bewerkstelligt.

### Öffentliche Einrichtungen
- 2 Kindergärten
- 1 Bankstelle mit Bankomat (Raiffeisen)
- 1 Krabbelstube
- 1 Volksschule (OSR-Hannelore-Hampel-Volksschule)
- 1 Musikschule-in-Tribuswinkel(Zweigstelle der Elisabeth Riedl Musikschule Traiskirchen)
- 1 Autobahn- und Straßenmeisterei
- 1 Autobahnpolizeiinspektion
- 1 Feuerwehr

## Persönlichkeiten
- Wolfgang Bankl, Sänger an der Wiener Staatsoper
- Josef Grafl, mehrfacher Weltmeister und Pionier des modernen Gewichthebens
- Martin Huber, ehemaliger ÖBB-Vorstandssprecher (lebte 15 Jahre in Tribuswinkel)